# La Casa de los Vientos
La Casa de los Vientos (Exekatlkalli), es un centro cultural que alberga algunos de los últimos trabajos realizados por el pintor mexicano Diego Rivera, quien durante los años de 1956-1957 vivió en el puerto y creó esta obra de arte en la fachada de la Exekatlkalli (Casa de los Vientos) de Dolores Olmedo, una renombrada actriz del cine mexicano.

## Historia
El establecimiento fue construido en 1943, en el año 1948 fue adquirido por Dolores Olmedo, este lugar fue la casa en la que habitó Diego Rivera sus últimos años, Dolores Olmedo mando construir un estudio para el pintor Diego Rivera quien hizo dos murales en el techo, dos en la fachada y uno más en la terraza. En la entrada principal de la Casa se encuentra la "Serpiente Emplumada".
En el año 2013, la Consejo Nacional para la Cultura y las Artes, la Secretaría de Cultura del Estado de Guerrero y la Fundación Carlos Slim adquirieron el inmueble convirtiéndolo en el Centro Cultural La Casa de los Vientos, para preservar la obras de Diego Rivera y exhibirlas al público.

## Instalaciones
Cuenta con 553 m² de construcción y 1,760 m² de jardines.
- 5 murales, el mural del frente, dividido por la reja de entrada son dos muros: uno, el de la izquierda, mide 12.70 metros de largo y otro el de la derecha, de 20, más unas inscripciones en 2.35 metros que dicen: Tlalokan; en azul, vertical y paralelamente, Lola Olmedo, Diego Rivera y los número romanos LVI.
- Sala de exposiciones.
- Exposiciones de artes plásticas.